# Singara vaovalis
Singara vaovalis är en fjärilsart som beskrevs av Pierre E.L. Viette 1981. Singara vaovalis ingår i släktet Singara och familjen nattflyn. Inga underarter finns listade i Catalogue of Life.